# Чемпионат Канады по снукеру среди профессионалов
Чемпионат Канады по снукеру среди профессионалов (англ. Canadian Professional Snooker Championship, иногда встречается упрощённое название Canadian Professional) — профессиональный нерейтинговый снукерный турнир, проводившийся в 1980 годах в Канаде. Как и другие соревнования этого типа, турнир проводится только с участием местных игроков.

## Краткая история
Первый официальный чемпионат Канады по снукеру среди профессионалов состоялся в 1983 году, хотя ранее, в 1980 прошёл аналогичный неофициальный турнир. Победителем чемпионата 1983 года стал Кирк Стивенс. 
В 1984 WPBSA стала финансировать все национальные профессиональные первенства, и чемпионат Канады, как один из них, также получил дополнительные средства. Но, как и большинство остальных подобных соревнований, турнир в Канаде вовсе перестал проводиться вместе с прекращением поддержки World Snooker в сезоне 1988/89. В дальнейшем возобновление чемпионата стало почти невозможным в связи с отсутствием к нему интереса со стороны спонсоров и (главным образом) уменьшением числа местных снукеристов, имевших профессиональный статус.
Клифф Торбурн стал доминирующим игроком чемпионата: за всё время его проведения он выигрывал его 5 раз.

## Победители
| Год  | Победитель    | Финалист    | Счёт | Место проведения | Приз победителю |
| ---- | ------------- | ----------- | ---- | ---------------- | --------------- |
| 1980 | Клифф Торбурн | Джим Вич    | 9:6  | ?                | —               |
| 1983 | Кирк Стивенс  | Фрэнк Йоник | 9:8  | ?                | —               |
| 1984 | Клифф Торбурн | Марио Морра | 9:2  | ?                | —               |
| 1985 | Клифф Торбурн | Боб Шаперон | 6:4  | Торонто          | £ 3 000         |
| 1986 | Клифф Торбурн | Джим Вич    | 6:2  | Торонто          | £ 2 900         |
| 1987 | Клифф Торбурн | Джим Биэр   | 8:4  | Онтарио          | £ 3 000         |
| 1988 | Ален Робиду   | Джим Вич    | 8:4  | Торонто          | £ 6 750         |